# Korpuskularna teoria światła
Teoria korpuskularna światła – teoria, w której światło traktuje się jako strumienie cząstek. Uważa się dziś, że zjawiska interferencji światła (czyli nakładania się wiązek świetlnych) można wyjaśnić tylko za pomocą falowej teorii światła. Na podstawie falowej teorii światła wzmacnianie i osłabianie wiązek świetlnych wyjaśnia się nakładaniem się fal świetlnych w fazach zgodnych lub przeciwnych. Korpuskularna teoria światła nie może tego wyjaśnić, jednakże teoria falowa nie jest w stanie wyjaśnić innych zjawisk, jak na przykład efektu fotoelektrycznego. Przyjmuje się więc, iż światło ma naturę dualną.